# Alpine Games
Alpine Games este un joc video pentru Atari Lynx creat de Sturmwind. A fost lansat in 2004

## Gameplay
Jocul are 9 tipuri de joc (bobsleigh, figure skating, slalom, freestyle aerials, ski jump, speed skating, snowboard rush, snowboard halfpipe, si biathlon)